# ديفيد والتون (كاتب خيال علمي)
ديفيد والتون (بالإنجليزية: David Walton)‏ (26 أكتوبر 1975 في الولايات المتحدة)؛ روائي أمريكي.